# Palaeotherium
Palaeotherium is een geslacht van uitgestorven zoogdieren, dat voorkwam van het Laat-Eoceen tot het Vroeg-Oligoceen.

## Beschrijving
Dit vijfenzeventig centimeter hoge tapirachtige dier had een slank lichaam met een lange kop en een korte slurf. Het lichaam werd gedragen door lange poten: twee viertenige voorpoten en twee drietenige achterpoten, waarmee het dier goed kon rennen.

## Leefwijze
Het dier was een succesvolle herbivoor en leefde in de tropische bossen van het Vroeg-Tertiair tussen de dichte begroeiing. Daar deed het zich tegoed aan bladeren van lage struiken en bomen. Omdat de venige bosbodems nogal drassig waren, had het dier de mogelijkheid om zijn tenen te spreiden. Sommige dieren uit deze familie waren qua omvang even groot als een neushoorn.

## Vondsten
Resten van dit dier werden gevonden in Argentinië. Omdat er vaak skeletten bij elkaar werden gevonden, neemt men aan dat deze dieren in kudden moeten hebben geleefd.